# 香港靈異實錄
《香港靈異實錄》是一個亞洲電視製作的靈異節目，共有5集，主持人是潘紹聰，拍攝於2011年，但直至2019年3月才在亞洲電視數碼媒體的OTT平台播出，逢星期五更新。

## 故事大綱
靈異專家潘紹聰帶住大家遊走屯門公路、摩星嶺，長洲東堤、大嶼山等靈異勝地，追訪當區各種靈異事件。過程驚險詭異，信不信由你。

## 節目被抽起
節目拍攝於2011年，原定2011年6月19日起於本港台播出。因電視台的政策轉變關係，節目要尋找到贊助商才可播出，結果直至2016年亞視停播亦沒有播出。
2019年節目於亞洲電視數碼媒體的OTT平台播出。